# 상주초등학교 (경북)
상주초등학교는 대한민국 경상북도 상주시 서문동에 있는 공립 초등학교이다.

## 학교 연혁
- 1907년 6월 1일 상주공립보통학교(4년제) 개교
- 1921년 4월 1일 6년제로 개편
- 1927년 4월 1일 신축 교사(서문외리 126)로 이전
- 1933년 12월 26일 강당 신축
- 1938년 3월 5일 상주서정공립보통학교 개칭
- 1938년 4월 1일 상주서정공립심상소학교로 개칭[1]
- 1941년 4월 1일 상주서정공립국민학교로 개칭[2]
- 1946년 9월 24일 상주국민학교로 개칭[3]
- 1986년 3월 1일 남장분교장 편입
- 1987년 9월 24일 개교 80주년 기념식
- 1994년 1월 1일 병설유치원 설립인가
- 1996년 3월 1일 상주초등학교로 개칭[4]
- 1999년 9월 1일 내서초등학교 본교 통합
- 2007년 6월 1일 개교 100주년 기념 행사
- 2017년 2월 10일 제107회 졸업(총 졸업생수 22,455명)
- 2017년 3월 1일 초등 18학급, 유치원 2학급 편성
- 2017년 3월 1일 제24대 전태영 교장 부임
- 2018년 2월 9일 제108회 졸업(총 졸업생수 22,520명)
- 2018년 3월 1일 초등 18학급, 유치원 2학급 편성

## 참고 자료
- 상주초등학교 - 한국교육학술정보원 학교알리미
- 상주초등학교의 경북교육 100년 이야기